# Monarquía federal
La monarquía federal es una federación de estados con un monarca como presidente de la federación.

## Aplicación actual
En los últimos años el Reino de Bélgica y el Reino de España han sido referidos como monarquías federales, aunque ninguno está oficialmente definido como tal. El ejemplo más popular es la Mancomunidad de Naciones (en inglés: Commonwealth of Nations). Países como Australia y Canadá, también son monarquías federales, los cuales tienen su autonomía como gobierno y comparten su jefe de Estado, Carlos III del Reino Unido. En ambos casos, un Gobernador General ejerce los poderes del monarca a nivel nacional, mientras que un Teniente-Gobernador (en Canadá), y un Gobernador (en Australia) ejerce el poder del monarca en cada provincia canadiense y estado australiano respectivamente. Otra monarquía federal dentro de la Mancomunidad de Naciones es San Cristóbal y Nieves, siendo el país más pequeño y menos poblado del continente americano.
Actualmente el término puede aplicarse en todo el sentido a los Emiratos Árabes Unidos y Malasia, en los cuales el jefe de Estado de la Federación se selecciona de entre los jefes emires o sultanes (respectivamente) que gobiernan los estados constituyentes de la federación.